# Commonwealth des Philippines
Mancomunidad de Filipinas

1935–1942
1945–1946
Entités précédentes :
- Gouvernement  insulaire des Îles Philippines (1935)
- République des Philippines (gouverne-ment pro-japonais) (1945)

Entités suivantes :
- République des Philippines (gouverne-ment pro-japonais) (1943)
- République des Philippines (1946)

Le Commonwealth des Philippines était la désignation politique des Philippines entre 1935 et 1946, période durant laquelle l'archipel était un commonwealth des États-Unis.

## Histoire
Les Américains acquirent l'archipel après la guerre hispano-américaine qui s'était soldée par la défaite de l'Espagne. Le traité de Paris en 1898 avait officialisé la cession de l'archipel occupé militairement par les États-Unis et qui était devenu en 1901 un territoire non incorporé sous le nom de gouvernement insulaire des Îles Philippines.
Durant les années 1930, des démarches politiques amenèrent une nouvelle législation (loi Tydings-McDuffie en 1934, en anglais Tydings–McDuffie Act) puis une constitution : la Constitution des Philippines de 1935. Au terme d'une période transitoire qui devait s'étendre sur 10 ans, le pays serait indépendant. Durant ce laps de temps, les affaires étrangères, la gestion monétaire et la défense restaient du ressort des États-Unis. Un président, Manuel Quezón, fut nommé à la tête du gouvernement provisoire. À l'aube de la Seconde Guerre mondiale, le pays devait relever plusieurs défis : économie à rénover, relations diplomatiques tendues en Extrême-Orient, préparation d'une armée autonome, etc.
En 1941, l'invasion japonaise força le gouvernement à s'exiler au début sur l'île de Corregidor puis dans un deuxième temps à quitter l'archipel pour se réfugier en Australie. Américains et Philippins menèrent une résistance armée dans le pays durement réprimée par les Japonais (Marche de la mort de Bataan) tandis que le Commonwealth continuait d'exister sous la forme d'un gouvernement en exil. Les Japonais tentèrent de légitimer leur occupation en favorisant la création d'un gouvernement collaborateur philippin, dirigé par José P. Laurel.
Les victoires américaines durant la guerre du Pacifique permirent la reconquête progressive des îles. Le général Douglas MacArthur revient le 20 octobre 1944 (Article et vidéo). Les Philippines furent à nouveau sous contrôle américain en 1945, et considérées comme un allié.
Les Philippines ont été le premier pays à obtenir l’indépendance en Asie après la guerre mondiale . Le président américain Harry S. Truman déclara l'indépendance de la République des Philippines le 4 juillet 1946.

## Liste des présidents
| Nom              | Début du mandat  | Fin du mandat  |
| ---------------- | ---------------- | -------------- |
| Manuel L. Quezon | 15 novembre 1935 | 1er août 1944  |
| Sergio Osmeña    | 1er août 1944    | 28 mai 1946    |
| Manuel Roxas     | 28 mai 1946      | 4 juillet 1946 |